# Anua feminis
Anua feminis là một loài bướm đêm trong họ Erebidae.